# Стрільцовка
Стрільцо́вка (рос. Стрельцовка) — присілок у складі Сорокинського району Тюменської області, Росія.
Населення — 37 осіб (2010, 61 у 2002).
Національний склад станом на 2002 рік:
- росіяни — 87 %